# 단위 격자

체심 입방 격자.

단위 격자(영어: Unit cell, also 단위 세포)는 물질 또는 원소를 이루는 기본적인 구조이다. 대표적인 4가지는 단순 입방 격자, 체심 입방 격자, 면심 입방 격자, 육방 밀집 격자가 있다.
단위 격자를 이루는 입자의 수는 다음과 같이 계산한다.
여기서:
- a : 체심
- b : 면심
- c : 모서리
- d : 꼭짓점

## 같이 보기
- 브라베 격자
- 평면의 결정군
- 공간군